# Isac Santos
Isac Viana Santos (São Gonçalo, 13 dicembre 1990) è un pallavolista brasiliano, centrale del Minas.

## Carriera

### Club
Inizia a praticare la pallavolo nella Escola Estadual Raldo Bonifácio, dove gioca finché entra a far parte del settore giovanile del Niterói, dove resta per due annate, per passare poi per altrettanto tempo nel settore giovanile del Banespa: viene quindi promosso dal club, nel frattempo rinominato BVC, in prima squadra, debuttando così in Superliga nella stagione 2009-10. Dopo un triennio trascorso nel São Bernardo, nella stagione 2013-14 viene ingaggiato dal Sada, vincendo in ambito nazionale sei scudetti, altrettante edizioni della Coppa del Brasile e quattro Supercoppe; a livello internazionale trionfa quattro volte al campionato mondiale per club e sette volte al campionato sudamericano per club, mentre a livello locale conquista nove edizioni del Campionato Mineiro.
Nella stagione 2022-23 viene ingaggiato per la prima volta all'estero per partecipare alla Superlega italiana, dove difende i colori della Lube; tuttavia, a causa di alcuni problemi alla schiena, non viene mai tesserato dalla formazione marchigiana e torna in Brasile per curarsi. Rientra quindi in campo in Indonesia, dove è di scena con lo Jakarta STIN BIN nella Proliga 2023, mentre nella stagione seguente è nuovamente in patria, indossando la casacca del Minas.

### Nazionale
Con la nazionale Under-21 vince l'argento al campionato sudamericano 2008 e l'oro al campionato mondiale 2009.
Nel 2013 debutta in nazionale maggiore, vincendo la Coppa Panamericana e disputando la finale della World League. Sempre con la nazionale vince la medaglia d'oro nell'edizione 2015, 2017 e 2019 del campionato sudamericano, quella d'argento alla World League 2016, l'oro alla Grand Champions Cup 2017 e l'argento al campionato mondiale 2018, a cui seguono gli ori alla Coppa del Mondo 2019 e, nel 2021, alla Volleyball Nations League e al campionato sudamericano.

## Palmarès

### Club
- Campionato brasiliano: 6

2013-14, 2014-15, 2015-16, 2016-17, 2017-18, 2021-22
- Coppa del Brasile: 6

2014, 2016, 2018, 2019, 2020, 2021
- Supercoppa brasiliana: 4

2015, 2016, 2017, 2021
- Campionato Mineiro: 9

2013, 2014, 2015, 2016, 2017, 2018, 2019, 2020, 2021
- Campionato mondiale per club: 4

2013, 2015, 2016, 2021
- Campionato sudamericano per club: 7

2014, 2016, 2017, 2018, 2019, 2020, 2022

### Nazionale (competizioni minori)
- Campionato sudamericano Under-21 2008
- Campionato mondiale Under-21 2009
- Coppa Panamericana 2013
- Memorial Hubert Wagner 2019

### Premi individuali
- 2014 - Campionato sudamericano per club: Miglior centrale
- 2015 - Campionato sudamericano: Miglior centrale
- 2016 - Campionato sudamericano per club: Miglior centrale
- 2018 - Campionato sudamericano per club: Miglior centrale
- 2019 - Campionato sudamericano per club: Miglior centrale
- 2022 - Superliga Série A: Miglior centrale